# Хассан ан-Нури
Хасан Абдулла Аль-Нури (араб. حسان عبد الله النوري‎; род. 9 февраля 1960, Дамаск) — сирийский политик и бывший сирийский министр. Он получил степень бакалавра экономики и коммерции в Дамасском университете в 1982 году, затем степень магистра государственного управления в Университете Висконсин-Мэдисон, а затем степень доктора государственного управления в Университете Кеннеди в 1989 году. был членом Ассамблеи народа Сирии до 2003 года. Он также занимал должность секретаря Тайной промышленной палаты Дамаска. Он также работал государственным министром по вопросам административного развития с 2000 по 2002 год. В 2012 году он также возглавлял Национальную инициативу перемен. Был кандидатом на президентских выборах в Сирии в июне 2014 года.